# Pterolophia marmorata
Pterolophia marmorata là một loài bọ cánh cứng trong họ Cerambycidae.